# BK Андромеды
BK Андромеды (лат. BK Andromedae) — одиночная переменная звезда' в созвездии Андромеды на расстоянии приблизительно 7329 световых лет (около 2247 парсеков) от Солнца. Видимая звёздная величина звезды — от +13,43m до +12,4m.
Наблюдения проводились в 2008 году с помощью 60-метрового автоматического телескопа обсерватории Конколи (Wright 750x1100 ПЗС-камера)', более ранние публиковались Shmidt & Reiswig в 1993 году.

## Характеристики
BK Андромеды — жёлто-белая пульсирующая переменная звезда типа RR Лиры (RRAB) спектрального класса F. Радиус — около 4,64 солнечных, светимость — около 24,417 солнечных. Эффективная температура — около 6798 K.